# العلاقات البرتغالية المنغولية
العلاقات البرتغالية المنغولية هي العلاقات الثنائية التي تجمع بين البرتغال ومنغوليا.

## مقارنة بين البلدين
هذه مقارنة عامة ومرجعية للدولتين:
| وجه المقارنة                                              | البرتغال                                                  | منغوليا         |
| --------------------------------------------------------- | --------------------------------------------------------- | --------------- |
| المساحة (كم2)                                             | 92.21 ألف                                                 | 1.57 مليون      |
| عدد السكان (نسمة)                                         | 10.60 مليون                                               | 3.08 مليون      |
| الكثافة السكانية (ن./كم²)                                 | 114.95                                                    | 1.96            |
| العاصمة                                                   | لشبونة                                                    | أولان باتور     |
| اللغة الرسمية                                             | اللغة البرتغالية، اللغة الميراندية                        | اللغة المنغولية |
| العملة                                                    | يورو، اسكودو برتغالي                                      | توغروغ منغولي   |
| الناتج المحلي الإجمالي (بليون دولار)                      | 217.57 مليار                                              | 11.49 مليار     |
| الناتج المحلي الإجمالي (تعادل القوة الشرائية) بليون دولار | 307.82 مليار                                              | 36.16 مليار     |
| الناتج المحلي الإجمالي الاسمي للفرد دولار أمريكي          | 19.22 ألف                                                 | 3.97 ألف        |
| الناتج المحلي الإجمالي للفرد دولار أمريكي                 | 28.76 ألف                                                 | 11.95 ألف       |
| مؤشر التنمية البشرية                                      | 0.830                                                     | 0.727           |
| رمز المكالمات الدولي                                      | +351                                                      | +976            |
| رمز الإنترنت                                              | .pt                                                       | .mn             |
| المنطقة الزمنية                                           | توقيت غرب أوروبا، توقيت غرب أوروبا الصيفي، أوروبا/لشبونة ‏ | ت ع م+08:00     |

## منظمات دولية مشتركة
يشترك البلدان في عضوية مجموعة من المنظمات الدولية، منها:
| علم المنظمة | اسم المنظمة                               | تاريخ انضمام البرتغال | تاريخ انضمام منغوليا |
| ----------- | ----------------------------------------- | --------------------- | -------------------- |
|             | بنك التنمية الآسيوي                       | 2002                  | 1991                 |
|             | مؤسسة التنمية الدولية                     | 29 ديسمبر 1992        | 14 فبراير 1991       |
|             | يونسكو                                    | 11 مارس 1965          | 1 نوفمبر 1962        |
|             | وكالة ضمان الاستثمار متعدد الأطراف        | 6 يونيو 1988          | 21 يناير 1999        |
|             | الأمم المتحدة                             | 14 ديسمبر 1955        | 27 أكتوبر 1961       |
|             | الفريق المعني برصد الأرض                  | ?                     | ?                    |
|             | الاتحاد البريدي العالمي                   | ?                     | ?                    |
|             | البنك الدولي للإنشاء والتعمير             | 29 مارس 1961          | 14 فبراير 1991       |
|             | الاتحاد الدولي للاتصالات                  | 1866                  | 27 أغسطس 1964        |
|             | منظمة حظر الأسلحة الكيميائية              | ?                     | ?                    |
|             | مؤسسة التمويل الدولية                     | 8 يوليو 1966          | 14 فبراير 1991       |
|             | المركز الدولي لتسوية المنازعات الاستشارية | 1 أغسطس 1984          | 14 يوليو 1991        |
|             | منظمة التجارة العالمية                    | ?                     | ?                    |
|             | منظمة الشرطة الجنائية الدولية             | ?                     | ?                    |
|             | منظمة الأمن والتعاون في أوروبا            | 25 يونيو 1973         | 21 نوفمبر 2012       |

## وصلات خارجية
- موقع وزارة الخارجية البرتغالية
- موقع وزارة الخارجية المنغولية